# Голбал
Голбалът е колективен спорт за незрящи. На английски език наименованието е goalball. Играе се със звъняща топка, която тежи 1250 грама. Топката не е под налягане и е с дупки, за да се чуват звънчетата. Играе се само в зала. Голбалът е създаден за хора със зрителни увреждания през 1945 г. от австриеца Ханс Лоренсен и немеца Сеп Райндле. Размерите на игрището са 9 на 18 метра. Играта e показана на света през 1976 г. в Торонто, Канада по време на параолимпийските игри.